# 矮山黧豆
矮山黧豆（学名：Lathyrum humilis）， 也称矮香豌豆，是一种豆科植物。这种植物分布于中国东北、华北及西北各地；此外蒙古、远东、朝鲜也有。
种加名 humilis 意为“低矮的”。